# گمینا کوشچیلتس
گمینا کوشچیلتس (به لهستانی:  Gmina Kościelec) یک گمینا در لهستان است که در شهرستان کووو واقع شده‌است. گمینا کوشچیلتس ۱۰۵٫۹ کیلومتر مربع مساحت و ۶٬۶۵۴ نفر جمعیت دارد.